# Alphonso Davies
Alphonso Boyle Davies Embaixador(a) da boa vontade da ACNUR (Buduburam, 2 de novembro de 2000) é um futebolista canadense nascido em Gana, de origem liberiana, que atua como lateral-esquerdo e ponta-esquerda. Atualmente, joga no Bayern de Munique.

## Carreira
Davies nasceu em Buduburam, um campo de refugiados no Distrito Leste de Gomoa em Gana, filho de pais liberianos. Seus pais viveram lá após fugirem de sua terra natal durante a Segunda Guerra Civil da Libéria, que forçou a migração de mais de 450.000 pessoas na Libéria. Quando Davies tinha cinco anos, sua família chegou ao Canadá como refugiados e se mudaram para Windsor, Ontario, e, um ano depois, para Edmonton. Em 6 de junho de 2017, ele recebeu oficialmente sua cidadania canadense.

### Vancouver Whitecaps II

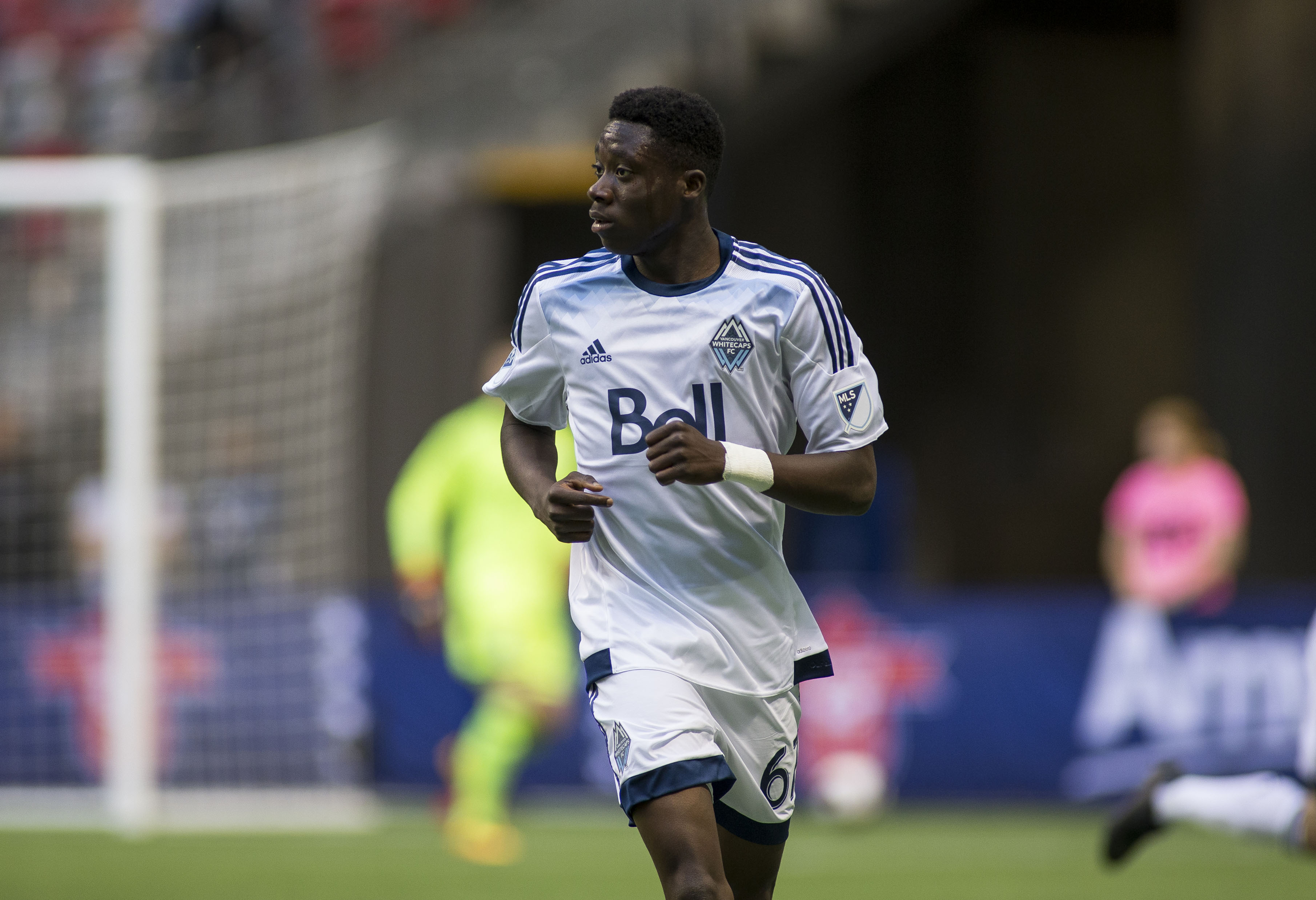
Davies em 2016.

Em 23 de fevereiro de 2016, Alphonso Davies assinou seu primeiro contrato profissional com o Vancouver Whitecaps II aos 15 anos, segundo time da franquia da MLS, que disputa a terceira divisão norte-americana United Soccer Leagues (USL).
Em 3 de abril de 2016, ele fez sua estreia com 15 anos, cinco meses e um dia no segundo dia da United Soccer League, começando em uma vitória por 3-1 no Portland Timbers 2.  Em 15 de maio de 2016, em uma vitória por 4-3 em casa contra o LA Galaxy II, ele marcou seu primeiro gol competitivo, tornando-se o artilheiro mais jovem da história da USL.

### Vancouver Whitecaps
Em 15 de julho de 2016, ele assinou um contrato até 2018 com opção para as temporadas de 2019 e 2020 com o Vancouver Whitecaps sendo a época o sétimo jogador das categorias de base dos Whitecaps e também o primeiro jogador do Whitecaps II a dar o salto para o time principal. Um dia depois, Alphonso Davies estreou-se no empate em casa por 2 a 2 com Orlando City, pela MSL. Isso o tornou no segundo jogador mais jovem a jogar na Major League Soccer, depois de Freddy Adu.
Em setembro de 2016, ele marcou seu primeiro gol contra o Sporting Kansas City, rival da Liga dos Campeões da CONCACAF de 2016-17.
Davies encerrou a temporada de 2016, com 8 aparições na MLS, 4 aparições no Campeonato Canadense e 3 jogos na Liga dos Campeões da CONCACAF.[carece de fontes?]
Davies terminou sua segunda temporada em alta, ele foi nomeado para o time All-Star da MLS em 29 de junho de 2018, e apareceu no All-Star Game da MLS de 2018 contra a Juventus em 1º de agosto. Nomeado Jogador do Ano do Vancouver Whitecaps em 24 de outubro. Ele também ganhou o prêmio Whitecaps' Goal of the Year. [36] 
O último jogo de Davies pelo Vancouver foi uma vitória por 2-1 sobre o Portland Timbers em 28 de outubro, quando ele marcou seus dois gols.

### Bayern de Munique

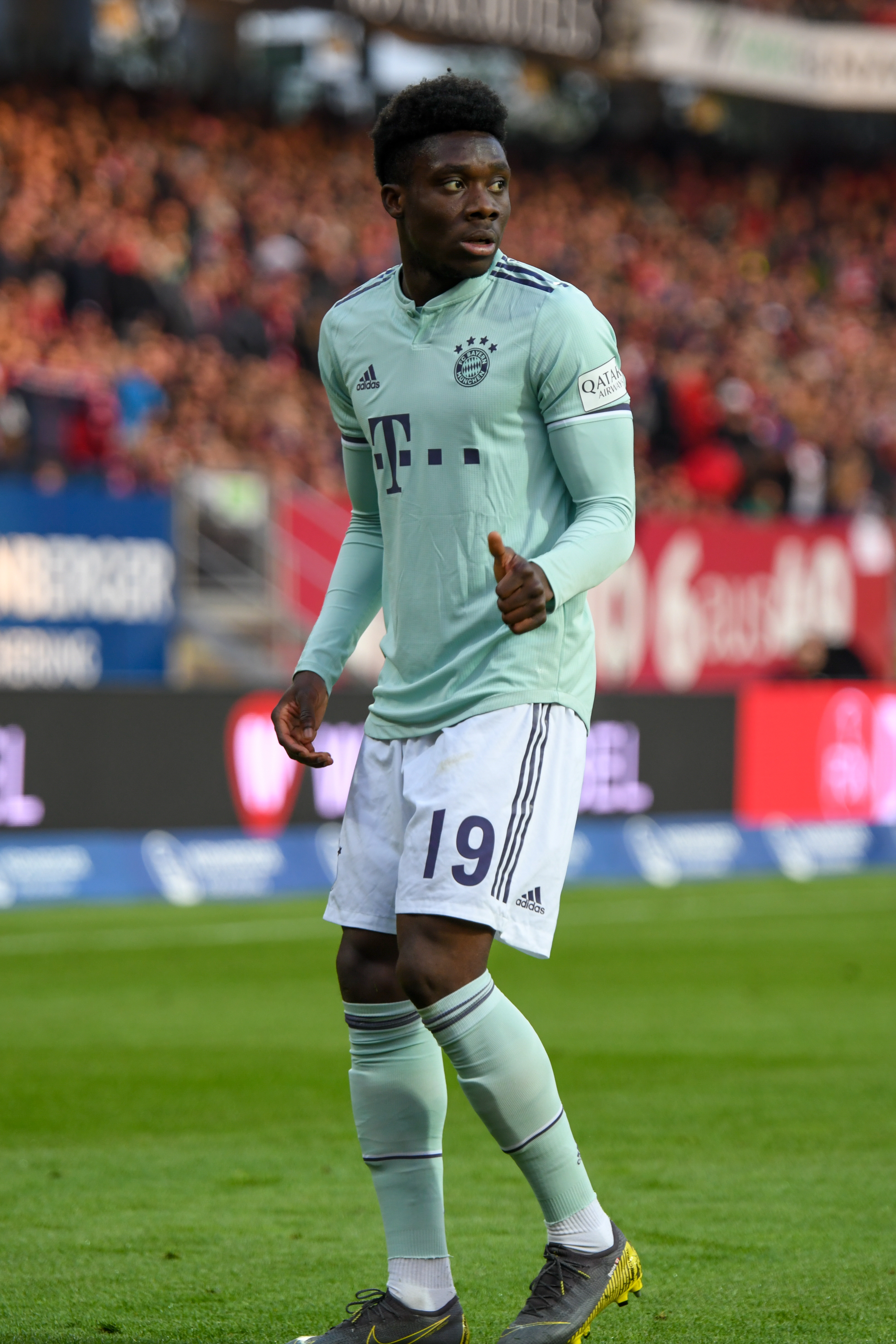
Davies em 2019, pelo Bayern.

No final de julho de 2018, a transferência de Davies para o Bayern de Munique foi anunciada em 1º de janeiro de 2019. Ele assinou um contrato até 30 de junho de 2023. A taxa de transferência, que poderia chegar a mais de US$ 22 milhões, incluindo bônus (cerca de € 18,8 milhões no momento do anúncio em 25 de julho de 2018), o que a época representou a maior taxa de transferência de uma franquia da MLS.
Ele fez sua estreia em 12 de janeiro de 2019 na final da Copa Telekom contra o Borussia Mönchengladbach. A partida terminou empatada sem gols e o Bayern foi para os pênaltis. Ele marcou seu primeiro gol pelo Bayern em uma vitória por 6-0 sobre o Mainz em 17 de março. Aos 18 anos, 4 meses e 15 dias, Roque se tornou o jogador mais jovem a fazê-lo pelo seu clube em duas décadas, vinte anos depois de Roque Santa Cruz. Ele também foi o primeiro jogador canadense a marcar pelo Bayern.

Na temporada 2019-20, ele se estabeleceu como titular da lateral-esquerdo, sendo um dos jogadores de maior destaque graças à sua velocidade. Isso o levou a assinar uma extensão de seu contrato até 2025, em abril de 2020.  Depois de vencer a Bundesliga e a Copa da Alemanha, ele foi nomeado revelação do ano na Alemanha.
Em 8 de maio de 2024, Alphonso Davies marcou um golaço na semifinal da Liga dos Campeões, na derrota por 2 a 1 para o Real Madrid. Esse foi o seu primeiro golo neste torneio.

## Seleção Canadense
Em 14 de junho de 2017, ele fez sua estreia pela Seleção Canadense em um amistoso contra Curaçau. No mês seguinte, participou da Copa Ouro, onde foi artilheiro com três gols e também eleito o melhor jovem jogador.
Em 2022, eles se classificaram para uma final de Copa do Mundo pela primeira vez em 36 anos.
Eles fizeram sua estreia no torneio contra a Bélgica e perderam um pênalti que os colocaria à frente no placar em uma partida que acabaram perdendo pelo mínimo.
Na partida seguinte, contra a Croácia, ele conseguiu encontrar a rede e esse gol foi o primeiro do Canadá em uma Copa do Mundo.

## Estatísticas
Atualizado até 1 de março de 2021.

### Clubes
| Equipe               | Temporada         | Campeonato nacional | Campeonato nacional | Copa nacional[a] | Copa nacional[a] | Competições continentais | Competições continentais | Outras competições | Outras competições | Total | Total |
| Equipe               | Temporada         | Jogos               | Gols                | Jogos            | Gols             | Jogos                    | Gols                     | Jogos              | Gols               | Jogos | Gols  |
| -------------------- | ----------------- | ------------------- | ------------------- | ---------------- | ---------------- | ------------------------ | ------------------------ | ------------------ | ------------------ | ----- | ----- |
| Whitecaps FC 2       | 2016              | 11                  | 2                   | –                | –                | –                        | –                        | –                  | –                  | 11    | 2     |
| Whitecaps FC 2       | Total             | 11                  | 2                   | –                | –                | –                        | –                        | –                  | –                  | 11    | 2     |
| Vancouver Whitecaps  | 2016              | 8                   | 0                   | 4                | 0                | 3                        | 1                        | –                  | –                  | 15    | 1     |
| Vancouver Whitecaps  | 2017              | 26                  | 0                   | 2                | 2                | 4                        | 1                        | 1                  | 0                  | 33    | 3     |
| Vancouver Whitecaps  | 2018              | 31                  | 8                   | 2                | 0                | –                        | –                        | –                  | –                  | 33    | 8     |
| Vancouver Whitecaps  | Total             | 65                  | 8                   | 8                | 2                | 7                        | 2                        | 1                  | 0                  | 81    | 12    |
| Bayern de Munique II | 2018–19           | 3                   | 0                   | –                | –                | –                        | –                        | 2                  | 0                  | 5     | 0     |
| Bayern de Munique II | 2019–20           | 3                   | 0                   | –                | –                | –                        | –                        | –                  | –                  | 3     | 0     |
| Bayern de Munique II | Total             | 3                   | 0                   | 0                | 0                | 0                        | 0                        | 2                  | 0                  | 8     | 0     |
| Bayern de Munique    | 2018–19           | 6                   | 1                   | 0                | 0                | 0                        | 0                        | –                  | –                  | 6     | 1     |
| Bayern de Munique    | 2019–20           | 29                  | 3                   | 5                | 0                | 8                        | 0                        | 1                  | 0                  | 43    | 3     |
| Bayern de Munique    | 2020–21           | 14                  | 1                   | 2                | 0                | 3                        | 0                        | 4                  | 0                  | 23    | 1     |
| Bayern de Munique    | 2021–22           | 22                  | 0                   | 1                | 0                | 7                        | 0                        | 1                  | 0                  | 31    | 0     |
| Bayern de Munique    | 2022–23           | 25                  | 1                   | 2                | 2                | 9                        | 0                        | 1                  | 0                  | 38    | 3     |
| Bayern de Munique    | 2023–24           | 20                  | 1                   | 2                | 0                | 7                        | 0                        | 1                  | 0                  | 30    | 1     |
| Bayern de Munique    | Total             | 48                  | 5                   | 7                | 0                | 11                       | 0                        | 5                  | 0                  | 72    | 8     |
| Total na carreira    | Total na carreira | 127                 | 15                  | 15               | 2                | 18                       | 2                        | 8                  | 0                  | 172   | 19    |

a ^. Jogos da Copa do Estados Unidos e da Copa da Alemanha
b ^. Jogos da Liga dos Campeões da CONCACAF e da Liga dos Campeões da UEFA
c ^. Jogos da Pós-temporada da MLS, da qualificação para 3° divisão alemã, da Supercopa da Alemanha, da  Supercopa da UEFA e do Mundial de Clubes

## Títulos
Bayern de Munique
- Campeonato Alemão: 2018–19, 2019–20, 2020–21, 2021–22, 2022–23 e 2024–25[29]
- Copa da Alemanha: 2018–19, 2019–20
- Liga dos Campeões da UEFA: 2019–20
- Supercopa da UEFA: 2020
- Supercopa da Alemanha: 2020, 2021, 2022
- Copa do Mundo de Clubes da FIFA: 2020

### Prêmios individuais
- Chuteira de Ouro da Copa Ouro da CONCACAF de 2017[30]
- Melhor Jogador Jovem da Copa Ouro da CONCACAF de 2017[31]
- Seleção da Copa Ouro da CONCACAF de 2017[32]
- 60 jovens promessas do futebol mundial de 2017 (The Guardian)[33]
- Equipe ideal da Liga dos Campeões da UEFA: 2019–20[34]
- Equipe do ano da FIFA: 2020
- Equipe do ano da UEFA: 2020
- Equipe Mundial do Ano da IFFHS: 2022 [35]

### Artilharias
- Copa Ouro da CONCACAF de 2017 (3 gols)